# Horst Gill
Horst Gill (* 1924; † 1996) war ein deutscher Schauspieler, Hörspielsprecher und Moderator.

## Leben
Besonders über das Privatleben des 1924 geborenen Horst Gill sind nur lückenhafte Informationen vorhanden. Er war vielfach als Darsteller in Filmen für die DEFA und den Deutschen Fernsehfunk, später das Fernsehen der DDR, tätig. Für den Rundfunk der DDR arbeitete er als Ansager und Moderator sowie als Hörspielsprecher. Bei Stimme der DDR war er gelegentlich als Nachrichtensprecher zu hören. In den 1960er Jahren wirkte er häufig als Ansager und Moderator bei Tanzveranstaltungen in verschiedenen Klubhäusern Ost-Berlins.
Horst Gill starb 1996 im Alter von 72 Jahren.

## Filmografie
- 1959: Der Zinker (Fernsehfilm)
- 1959: Weimarer Pitaval: Der Fall Wandt (Fernsehreihe)
- 1960: Fernsehpitaval: Der Fall Haarmann (Fernsehreihe)
- 1961: Der Fall Gleiwitz
- 1961: Gewissen in Aufruhr (Fernseh-Fünfteiler, 1 Episode)
- 1962: Das grüne Ungeheuer (Fernseh-Fünfteiler, 1 Episode)
- 1963: Die Spur führt in den 7. Himmel (Fernseh-Fünfteiler, 3 Episoden)
- 1963: Es geht nicht ohne Liebe (Fernsehfilm)
- 1965: Die Abenteuer des Werner Holt
- 1966: Lebende Ware
- 1966: Pitaval des Kaiserreiches: Der Prozeß gegen die Gräfin Kwilecki (Fernsehreihe)
- 1967: Die gefrorenen Blitze (Kino-Zweiteiler)
- 1967: Der Revolver des Corporals
- 1970–1972: Befreiung (Kino-Fünfteiler)
- 1970: Jeder stirbt für sich allein (Fernseh-Dreiteiler)
- 1971: Rottenknechte (Fernseh-Fünfteiler, 1 Episode)
- 1973: Nachtredaktion (Fernsehspiel)
- 1974: Polizeiruf 110: Konzert für einen Außenseiter (Fernsehreihe)
- 1974: Der Leutnant vom Schwanenkietz (Fernseh-Dreiteiler, 1 Episode)
- 1977: Polizeiruf 110: Trickbetrügerin gesucht
- 1977: Ernst Schneller (Fernseh-Zweiteiler)
- 1980: Archiv des Todes (Fernsehserie,  1 Episode)

## Hörspiele
- 1973: Esko Korpilinna: Die Stimme des Herrn (James) – Regie: Peter Groeger (Hörspiel – Rundfunk der DDR)
- 1973: Georg Kaiser: Von morgens bis mitternachts – Regie: Joachim Staritz (Hörspiel – Rundfunk der DDR)
- 1973: Gotthold Gloger: Der Mann mit dem Goldhelm (Nikel Ruts) – Regie: Renate Thormelen (Kinderhörspiel – Rundfunk der DDR)
- 1975: Barbara Neuhaus: Kein Kavaliersdelikt (Kaderleiter Senkbeil) – Regie: Barbara Plensat (Hörspielreihe: Tatbestand – Rundfunk der DDR)
- 1975: Jean-Pierre Bisson: Sarcelles-sur-Mer (Fernsehstimme) – Regie: Edith Schorn (Hörspiel – Rundfunk der DDR)
- 1976: Gerhard Jäckel: Sieg und Platz auf Blue Bird (Platzlautsprecher) – Regie: Fritz-Ernst Fechner (Kriminalhörspiel – Rundfunk der DDR)
- 1976: Jan Eik: Pension Rietschel (Doktor) – Regie: Fritz-Ernst Fechner (Kriminalhörspiel/Kurzhörspiel – Rundfunk der DDR)
- 1977: Gerhard Rentzsch: Der Stein (Redner) – Regie: Fritz Göhler (Hörspiel – Rundfunk der DDR)
- 1977: Hans Bräunlich: Das Asyl (Fremder) – Regie: Fritz Göhler (Kurzhörspiel – Rundfunk der DDR)
- 1977: Susanne Günther: Das – was bleibt (Ober) – Regie: Fritz Göhler (Hörspiel – Rundfunk der DDR)
- 1979: Horst G. Essler: Roboter weinen nicht (Meister) – Regie: Fritz-Ernst Fechner (Kriminalhörspiel – Rundfunk der DDR)
- 1979: Gerhard Jäckel: Nächtlicher Anruf (Stimme) – Regie: Fritz-Ernst Fechner (Kriminalhörspiel/Kurzhörspiel – Rundfunk der DDR)
- 1984: Katharina Rothärmel: Blindgänger (Stimme im Lautsprecher) – Regie: Fritz Göhler (Hörspiel – Rundfunk der DDR)
- 1984: Carlos Cerda: Die Zwillinge von Calanda oder Über einige Gesetzmäßigkeiten bei der Entwicklung politischer Phänomene (Ansager) – Regie: Fritz Göhler (Hörspiel – Rundfunk der DDR)
- 1985: Vlastimil Venclik: Begegnung in Gips (Fahrer) – Regie: Fritz-Ernst Fechner (Hörspiel – Rundfunk der DDR)
- 1987: Reinhard Griebner:  Ich gehöre aber einer anderen Richtung an  – Regie: Fritz Göhler (Dokumentarhörspiel – Rundfunk der DDR)
- 1989: Andreas Knaup/Wladimir Majakowski: Majakiade oder: Ich will, Die Heimat soll mich verstehen – Regie: Barbara Plensat (Hörspiel – Rundfunk der DDR)